# Manu Ginóbili
Emanuel David Ginóbili (Bahía Blanca, 28 de julio de 1977), más conocido como Manu Ginóbili, es un exjugador de baloncesto argentino, considerado por muchos especialistas, deportistas y entrenadores de este deporte como el mejor jugador de la Argentina, Latinoamérica y uno de los cien mejores y más influyentes de la historia de la NBA y uno de los mejores provenientes de la FIBA de todos los tiempos. Jugaba en la posición de escolta y formó parte de los San Antonio Spurs de la NBA durante 16 temporadas, desde 2002 hasta 2018, hasta que el 27 de agosto de 2018 anunció su retirada del baloncesto profesional.
Desde septiembre de 2021, forma parte de la dirección técnica de los Spurs como asesor de operaciones y desarrollo de jugadores de la franquicia.
Su paso por la Liga Nacional de Básquet duró tres años, donde debutó y jugó su primera temporada en Club Andino de La Rioja y luego pasó al club de su ciudad natal, Club Estudiantes, donde jugó dos temporadas antes de marcharse al básquet italiano.
Ya en Italia, con Virtus Bologna, ganó dos MVP consecutivos de la Liga Italiana de Baloncesto (temporadas 2000-01 y 2001-02), un MVP de Copa de baloncesto de Italia de 2002, un MVP de las Finales de la Euroliga de 2001 y la Triple Corona (la Liga Italiana de Baloncesto, la Copa de Italia y la Euroliga de la temporada 2000-01, respectivamente). San Antonio Spurs lo seleccionó en la 57.ª posición del draft de la NBA de 1999, debutando en la NBA en 2002. Pronto se convirtió en uno de los jugadores clave del equipo, consiguiendo el campeonato de la NBA en su primera temporada, dos más en 2005, 2007 y un cuarto título en 2014. En 2005 y 2011 disputó el All-Star Game y en 2008 fue nombrado Mejor Sexto Hombre de la NBA e incluido dos veces en el tercer mejor quinteto de la liga (temporada 2007-2008 y 2010-2011). Además, en 2005 fue segundo a un voto de Tim Duncan del Premio Bill Russell al MVP de las Finales de la NBA y figuró en el Top Ten del MVP de la Temporada de la NBA en 2007-08 (décimo) y 2010-11 (octavo), siendo en esa última y en la temporada de 2009-10 (undécimo) el jugador mejor posicionado de su equipo.
Junto con Bill Bradley, es el único jugador que consiguió ganar una Euroliga, un campeonato de la NBA y una medalla de oro olímpica. En el año 2015, el trío formado por Tony Parker, Emanuel Ginóbili y Tim Duncan - conocidos como "The Big Three" - se convirtió en el trío de jugadores que más partidos han jugado juntos en la historia de la NBA, superando al de los Boston Celtics de los años 80, formado por Bird, Parish y McHale. En 2014 se convierte en el único jugador argentino en llegar a los mil partidos en la NBA. Junto a Michael Jordan, Scottie Pippen y LeBron James, es el único jugador en ganar una medalla de oro olímpica y un campeonato de la NBA en la misma temporada. Además, en el momento de su retirada, era el cuarto máximo anotador de triples en la historia de los playoffs de la NBA, solo superado por Ray Allen, Stephen Curry y LeBron James. Disputó más de 200 partidos de playoff, marca alcanzada solamente por nueve estrellas de la NBA. En marzo de 2018 se convirtió en el jugador con más robos en la historia de San Antonio Spurs superando el récord establecido por David Robinson.
Con la Selección argentina, el éxito ha sido similar, siendo una de las piezas claves de La Generación Dorada. Debutó en 1998 y formó parte estelar del equipo que ganó la medalla de oro en los Juegos Olímpicos de Atenas 2004 donde también fue nombrado MVP del torneo, el FIBA Diamond Ball 2008, los Campeonatos FIBA Américas de 2001 y de 2011 (MVP del primero), la medalla de plata del Campeonato Mundial de Baloncesto de 2002 y del Campeonato FIBA Américas de 2003 y la medalla de bronce tanto del FIBA Diamond Ball 2004 como la de los Juegos Olímpicos de Pekín 2008. Contribuyó en gran medida a que la Selección argentina se posicionara número 1 en el Ranking mundial de la FIBA desde 2008 hasta 2012. Tras la derrota en cuartos de final de los Juegos Olímpicos de Río de Janeiro 2016 contra Estados Unidos, Ginóbili se retiró de la selección argentina con aplausos por parte de los hinchas y el respeto y reconocimiento de sus adversarios.
El 29 de julio de 2017 la Confederación Argentina de Básquetbol anunció el retiro de la camiseta número 5 utilizada por Ginóbili. Asimismo, el 30 de octubre de 2018 San Antonio Spurs comunicó la realización de una ceremonia especial luego del partido que disputó dicha franquicia contra Cleveland Cavaliers el 28 de marzo de 2019 en el AT&T Center, en la cual retiraron la camiseta número 20 que utilizó durante su carrera en esta franquicia. El 2 de abril de 2022 se anunció su inclusión en el Basketball Hall of Fame.

## Trayectoria deportiva

### Liga Argentina
En 1995, Ginóbili se trasladó desde Bahía Blanca a la ciudad de La Rioja para jugar en el Club Andino. Allí debutó en la Liga Nacional de Básquet, el 29 de septiembre de ese mismo año, frente a Peñarol de Mar del Plata. Esa temporada fue nombrado el mejor debutante de la Liga Nacional. Al año siguiente, volvió a su ciudad natal para jugar en el Club Estudiantes. En 1997 fue seleccionado MVP del Juego de las Promesas Mar del Plata y en esta misma temporada recibió el premio al mayor progreso de la LNB.

### Liga Italiana
En 1997 se dirigió a Italia para jugar dos temporadas en el Basket Viola Reggio Calabria. Durante ese período, en 1999, fue elegido en segunda ronda del draft de la NBA por San Antonio Spurs con el puesto n.º  57. Sin embargo, decidió quedarse en Europa tras una oferta realizada por parte del Kinder Bolonia para jugar dos temporadas. Aquí logró consagrarse como uno de los mejores jugadores del Viejo Continente, ya que en este tiempo ganó con su equipo dos Copas de Italia (2001 y 2002, siendo el MVP de la segunda), una liga italiana (2001, siendo también el MVP de la misma) y una Euroliga (2001), siendo el MVP de las finales. También fue seleccionado para jugar el All-Star en dos ocasiones.

### NBA

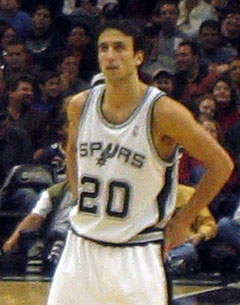
Ginóbili fue seleccionado en el Draft de 1999 por los Spurs en la posición 57.

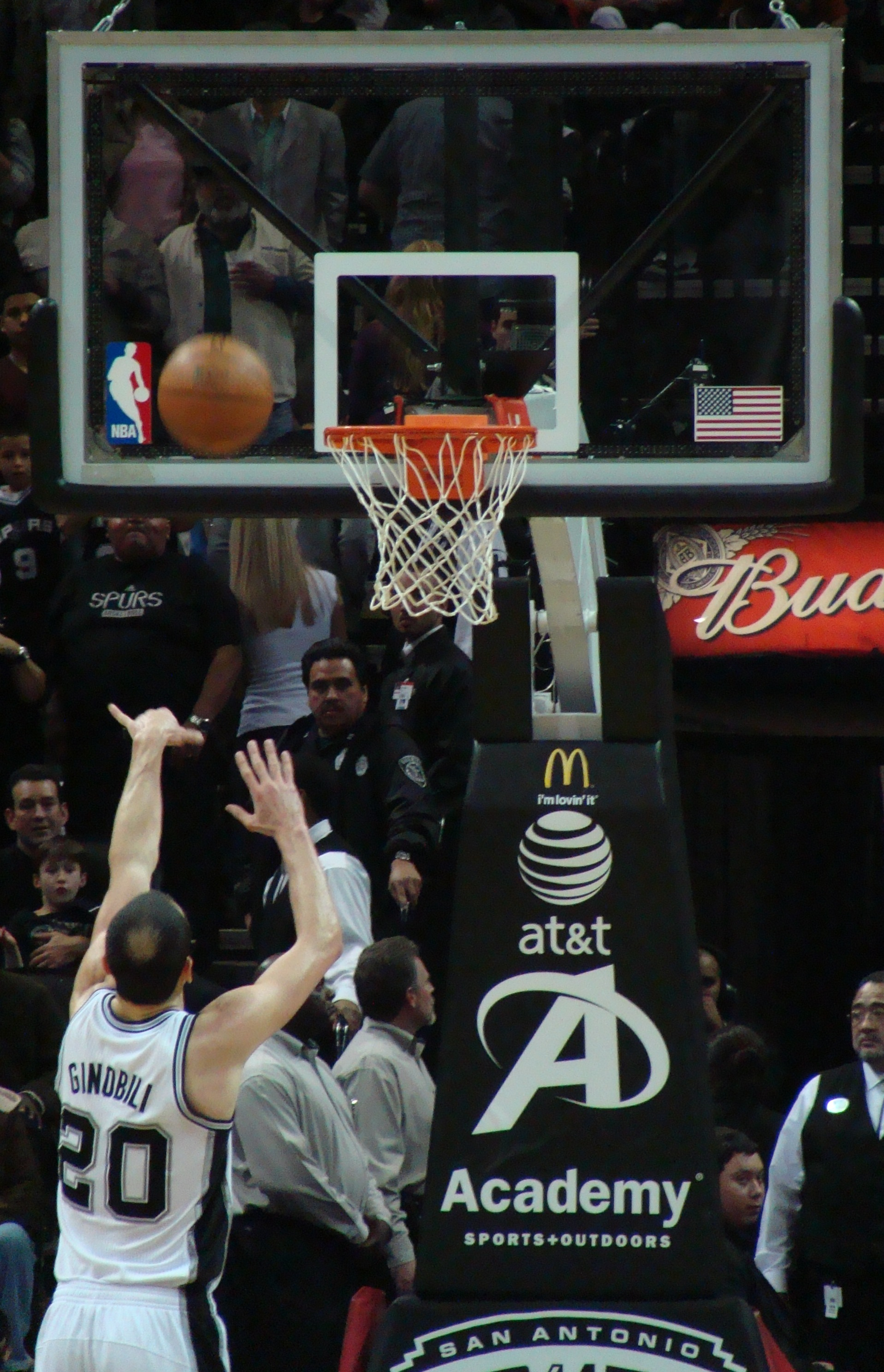
Manu frente a Denver Nuggets en 2010.

No fue hasta después del Campeonato Mundial FIBA 2002 en Indianápolis cuando Ginóbili se sumó a los Spurs. En aquel torneo jugó contra las futuras estrellas NBA Yao Ming, Dirk Nowitzki, Peja Stojakovic, y fue el líder indiscutido de la Argentina que logró un histórico segundo puesto, además de ser elegido en el mejor quinteto del campeonato. Sufrió un esguince de tobillo en la semifinal ante Alemania pero aun así intentó jugar, diezmado físicamente, la final perdida contra Yugoslavia. En 2002 llegó a San Antonio Spurs y jugó su primer partido en la NBA el 29 de octubre frente a Los Angeles Lakers, partido donde anotó 7 puntos (3 de 9 tiros de campo, incluido un triple de cuatro intentos), capturó dos rebotes, dio tres asistencias, robó cuatro balones, puso un tapón, perdió una vez el balón y cometió tres faltas personales. En su temporada de rookie (novato) promedió 7,6 puntos, 2,3 rebotes, 2 asistencias y 1,4 robos de balón ayudando a su equipo a salir campeón, logrando su primer anillo en su primera temporada. En su primer año, Ginóbili se desempeñó como escolta suplente del equipo. Pasó la primera parte de la temporada lesionado, y encontró dificultades para adaptarse a la NBA por su estilo de juego. Después de su lesión, Ginóbili ganó el premio de rookie del mes en marzo en la Conferencia Oeste, y fue nombrado en el segundo equipo de rookies al final de la temporada.
En contraste con su temporada regular, Ginóbili se convirtió en una parte integral de Gregg Popovich, la rotación establecida en los playoffs, jugando en cada partido. Los Spurs eliminaron a Phoenix Suns y a Los Angeles Lakers. Ayudó a guiar a su equipo contra Dallas Mavericks en las Finales de Conferencia y más tarde a conseguir el anillo contra New Jersey Nets en las Finales de la NBA para que San Antonio consiguiese su segundo campeonato. Después de la victoria, Ginóbili ganó su primer Olimpia de Oro de la Argentina como deportista del año.
En la temporada 2003-04, Ginóbili comenzó con más regularidad para los Spurs, jugando como titular a partir de la mitad de los 77 partidos de temporada que disputó. Sus estadísticas mejoraron en todas las categorías importantes, ya que promedió 12,8 puntos, 4,5 rebotes, 3,8 asistencias y 1,8 robos por noche. Durante los playoffs, los Spurs se encontraron a los Lakers en las Semifinales de Conferencia. En el quinto partido Derek Fisher anotó una canasta justo antes de sonar la bocina faltando 0,4 segundos, con lo cual los Spurs perdieron el duelo y la serie por 4-2. Si bien Ginóbili no jugó tan bien como en la temporada pasada, sus estadísticas en playoffs mejoraron de manera significativa, con 13 puntos, 5,3 rebotes y 3,1 asistencias por partido.
Después de algunos problemas con los Spurs debido a su contrato, Ginóbili renovó e inició la temporada 2004-05. Esta fue su mejor temporada, siendo elegido como reserva por los entrenadores de la NBA de la Conferencia Oeste para jugar el All-Star Game, marcando su debut en la elite de la NBA a mediados de la temporada. Durante un partido frente a los Phoenix Suns, marcó un total de 48 puntos, la mejor marca de su carrera, y logrando la victoria para su equipo. Durante los playoffs, el juego de Ginóbili fue fundamental para San Antonio. Los Spurs derrotaron a Phoenix Suns primero 4-1 en las Finales de Conferencia, antes de que se impusieran en una muy defensiva serie de siete partidos a Detroit Pistons en las Finales de la NBA. Ginóbili registró las mejores estadísticas de su carrera, en particular 20,8 puntos y 5,8 rebotes por partido, teniendo además el tercer porcentaje anotador más alto en el total de todos los playoffs. En la votación por el MVP de las Finales, el escolta fue un claro candidato, pero se vio desplazado por el capitán de su equipo, Tim Duncan, terminando la temporada como segundo líder anotador del equipo. Durante la temporada, se convirtió en la cuarta persona en ganar el premio Olimpia de Oro de manera consecutiva, esta vez compartiendo el premio con el futbolista Carlos Tévez.
Gracias a sus buenas actuaciones, en la temporada 2004/05 se ubicó a la par de Tim Duncan y Tony Parker, las dos figuras del equipo, lo que lo llevó a tener un salario anual de $6.603.500 la siguiente temporada.
La temporada 2005-06 estuvo plagada de lesiones para Ginóbili, sufriendo lesiones de pie y tobillo que obstaculizaron su capacidad de jugar. Jugó 65 partidos en la temporada regular, pero se produjo un pequeño descenso en sus estadísticas en comparación con la temporada anterior. Durante los playoffs, tuvo un juego excelente, pero no pudo evitar que los Spurs fueran eliminados por los Dallas Mavericks en Semifinales de la Conferencia. Durante la temporada promedió 15,1 puntos.
En la temporada 2006-07, Ginóbili ayudó a los Spurs a conseguir el mejor récord de la temporada. Sus estadísticas fueron idénticas a los números de su exitosa campaña 2004-05, a pesar de jugar solo 36 de 75 partidos, su segundo pero nivel desde su llegada a San Antonio. En los playoffs de 2007 derrotaron a Denver Nuggets, Phoenix Suns y Utah Jazz, antes de barrer a Cleveland Cavaliers para ganar su tercer anillo, cuarto para San Antonio. Fue una temporada histórica para el baloncesto argentino, ya que fue campeón junto a su compañero de selección Fabricio Oberto.
El 6 de noviembre de 2007, en un partido que disputaron los Spurs contra Miami Heat y que ganaron por 88-78, Ginóbili, con 25 puntos, consiguió sobrepasar los 5000 puntos en la NBA, contando únicamente temporada regular. En la temporada 2007-08, sus promedios ascendieron a 19,5 puntos en 31 minutos de juego por partido. Ginòbili arrasó en la votación del Mejor Sexto Hombre de la NBA. logrando 615 puntos sobre un total de 620 posibles. Dicho premio se consideró en su momento como injusto con respecto a los demás aspirantes, ya que Ginóbili, si bien arrancó más de la mitad de los partidos de temporada como suplente (requisito indispensable para disputar el título de sexto hombre), era considerado por todos como un jugador clave que salía desde la banca por estrategia de Popovich. Su compañero Tony Parker declaró por entonces: "No hubo competencia. Era algo que se sabía de antemano. Fue nuestro mejor jugador todo el año". Esa temporada, además, ocupó la décima posición en la votación del MVP de temporada regular. En playoffs, ganaron las dos primeras eliminatorias a los Suns por 4-1, y a New Orleans Hornets, remontando un 2-0; un 3-2 e imponiéndose finalmente por 4-3 a pesar de un gran Chris Paul.
El 9 de abril de 2010, los Spurs y Ginóbili acordaron una extensión de contrato por tres años y 39 millones de dólares hasta la temporada 2012-13.
En la temporada 2010-11, Popovich incluye como titular a Ginóbili en 79 de sus 80 partidos disputados en la temporada regular. En consecuencia Ginóbili fue el mejor jugador de los Spurs y uno de los mejores de la NBA en ese año (octavo en la clasificación del MVP), juega su segundo All-Star Game y es elegido en el tercer quinteto de la NBA. Pero sufre una lesión en el último partido de la temporada. Pese a jugar semi-lesionado y promediar 20,6 puntos y 4,2 asistencias durante la serie ante Memphis Grizzlies, incluyendo 33 puntos en el quinto juego, su equipo queda eliminado en primera ronda en seis partidos.
En 2012-13, los Spurs llegaron nuevamente a las Finales de la NBA, donde enfrentaron a Miami Heat. En el Juego 5 de la serie, Ginóbili anotó 24 puntos para que los Spurs se pongan 3-2. Sin embargo, perdieron los Juegos 6 y 7 para ceder finalmente el campeonato ante los Heat con un pletórico LeBron James.
El 11 de julio de 2013, Ginóbili volvió a firmar con los Spurs por un contrato de dos años. En la temporada 2013-14, los Spurs obtuvieron el mejor registro de la liga, 62-20. Ginóbili terminó tercero en la votación para el Sexto Hombre del Año. En el Juego 1 de las Finales de la Conferencia Oeste contra los Thunder, el trío Duncan-Ginóbili-Parker ganó su partido número 110 en los playoffs, igualando a Magic Johnson, Kareem Abdul-Jabbar y Michael Cooper de Los Angeles Lakers. Los Spurs llegaron nuevamente a las Finales de la NBA, donde enfrentaron a Miami Heat por segundo año consecutivo. Esta vez, dominaron la serie sin problemas, ganando 4-1 para levantar el quinto campeonato de la franquicia; Ginóbili ganó su cuarto anillo como Spur.
En las últimas temporadas se multiplicaron los elogios y reconocimientos por parte del mundo de la NBA hacia un ya veterano Ginóbili, que sumando menos minutos que en su plenitud, continuaba siendo factor decisivo de los Spurs en momentos clave. En los playoffs de 2016-17, durante la serie que finalmente los Spurs eliminarían a Memphis Grizzlies, el técnico rival David Fizdale declaró: "Estoy cansado de él (Manu). Puede volver a la Argentina, también. Ni lo quiero ver del otro lado de la línea, me ha herido tantas veces...". Ginóbili contestó a modo de broma: “¿Cansado de mí? Yo lo estuve ayudando! Debería estar cansado de Kawhi (Leonard)”.
Ya en semifinales de la Conferencia Oeste, los Spurs ganaron una muy disputada serie ante los Houston Rockets por 4-2, Ginóbili asumió el rol de líder en el último cuarto del quinto partido tras la lesión de la figura Kawhi Leonard, culminando con un memorable tapón de Ginóbili a la figura rival, James Harden, en la última jugada del tiempo suplementario que le daría la victoria a su equipo por 110-107. Tras el partido, el legendario Charles Barkley comentó: "estoy seguro de que Manu Ginóbili no es humano".
Los Spurs finalmente serían "barridos" en la final de la Conferencia por los luego campeones Golden State Warriors de Kevin Durant y Stephen Curry; en dicha serie Ginóbili superó a Reggie Miller como tercer máximo anotador de triples en la historia de los playoffs, aunque poco más tarde LeBron James superaría a ambos. En el cuarto juego de la serie ante Warriors, Ginóbili se retiró con una ovación de las gradas, en lo que parecía ser su último partido profesional. Antes de ese partido, el entrenador de los Spurs Gregg Popovich había afirmado: “Voy a exprimir hasta la última onza de zumo que le quede. Voy a utilizarle como una pastilla de jabón hasta que no quede nada más de él”.
En 2017, firma un nuevo contrato por dos temporadas con los Spurs y disputa su 22º temporada como baloncestista profesional, 16º en la NBA, a los 40 años. En noviembre de ese año jugó su partido número 1000 en fase regular de la NBA.

### Retirada y consagración
El 27 de agosto de 2018, después de 23 años de una carrera llena de gloria en el básquetbol, Manu le puso punto final a su exitosa trayectoria que comenzó en Bahía Blanca y finalizó en Estados Unidos. Tuvo un desempeño que hizo que jugadores como Magic Johnson o Larry Bird pidieran para él un sitio en el Salón de la Fama.

"Con una gran mezcla de emociones les cuento que decidí retirarme del básquet. Enorme gratitud para mi familia, amigos, compañeros, DTs, staff, aficionados y todos los que fueron parte de mi vida en estos 23 años. Fue un viaje fabuloso que superó cualquier tipo de sueño"
 Ginóbili en redes sociales, 27 de agosto de 2018.

El 28 de marzo de 2019 se realizó una ceremonia de homenaje en el AT&T Center previa al encuentro entre los San Antonio Spurs y los Cleveland Cavaliers en la que se retiró la camiseta número 20 usada por Ginóbili durante su paso por el club. El evento comenzó con una interpretación del Himno Nacional Argentino a cargo de la cantante Michelle Leclercq. De acuerdo con Infobae, fue la primera vez que sonó el himno del país sudamericano en un evento de la NBA.
A finales de septiembre de 2021, tras cuatro años fuera de las pistas, se anunció que Manu volvería a los Spurs como asesor de operaciones baloncestísticas y ligado al desarrollo de jugadores de la franquicia.
En abril de 2022 se anunció su inclusión en el Basketball Hall of Fame.

"This is another thing that you never expect to happen when you start playing ball. Thanks to everybody that help me during this journey!"
"Otra de las cosas que nunca soñás cuando empezás a picar la pelotita naranja! Gracias a todos los que me acompañaron en este camino!"
 Ginóbili en redes sociales, 2 de abril de 2022.

El 10 de septiembre de ese mismo año fue oficializada su inclusión en una ceremonia que se celebró por la NBA en Springfield, Massachusetts. Allí brindó un discurso sobre su historia, desde sus primeros pasos hasta su consagración en la liga estadounidense e inclusión al salón. Ginóbili, esa noche, se convirtió en el primer argentino en llegar al Salón de la Fama del Baloncesto.

## Selección nacional
El año 1998 fue un gran punto de inflexión en la carrera de "Manu", ya que debutó en la selección argentina en el Mundial de Atenas. En el 2001 logró el Campeonato FIBA Américas disputado en Neuquén, Argentina, siendo MVP del torneo y clave en el equipo que ganó su primer torneo americano en la historia, y logró la clasificación para el Mundial. En 2002 condujo a la selección argentina a obtener la medalla de plata en el Mundial de Indianápolis, formando parte del quinteto ideal del campeonato. Jugó todos los partidos del torneo como titular a excepción de la final en la que pudo participar escasos minutos debido a un esguince en el tobillo que sufrió en las semifinales al pisar al alemán Dirk Nowitzki. En este torneo, la albiceleste fue la primera selección en derrotar a Estados Unidos desde que está formada por jugadores de la NBA, cortando una racha de 58 partidos consecutivos ganados desde 1992.
Ya en 2004, en los Juegos Olímpicos de Atenas, promediando 19.3 puntos por partido lideró a su equipo para ganar la medalla de oro, siendo el MVP del torneo. Además sumó una media de 4.0 rebotes y 3.25 asistencias. Logró un 70.8% de efectividad en dobles y un 40.5 en triples. En dicho torneo, Manu se convirtió en el héroe del equipo argentino durante el primer juego, contra Serbia y Montenegro, anotando los dos puntos salvadores para Argentina a escasos segundos del final y dándole la victoria por apenas un punto a la selección argentina y tomándose revancha de la final perdida en 2002 ante el equipo europeo. La selección Argentina haría historia nuevamente derrotando una vez más, esta vez en semifinales, al combinado estadounidense liderado por figuras como Allen Iverson, Tim Duncan y Stephon Marbury, y que también contaba con unos jóvenes LeBron James y Dwyane Wade, por 89-81 con 29 puntos de Ginóbili. Finalmente Argentina ganarìa la Medalla Dorada en la final ante Italia. Manu Ginóbili promedió 19.4 puntos y fue nombrado MVP del certamen, en lo que se recuerda como uno de los puntos más altos de su carrera.
Formó parte también del equipo que logró la 4ª posición en el Mundial de 2006 en Japón. Promedió 15.1 puntos en los 9 partidos que disputó como titular (22.1 minutos de promedio) siendo incluido en el quinteto ideal del campeonato.
En 2008, participó del equipo argentino que logró la medalla de oro en el FIBA Diamond Ball de aquel año. A su vez, fue actor preponderante de la albiceleste en los Juegos Olímpicos en Pekín, siendo el abanderado de la delegación de su país en la ceremonia de inauguración de estos juegos. Tras liderar al seleccionado en la ronda preliminar y en la victoria sobre Grecia en cuartos de final, Ginóbili se resintió de una lesión en el tobillo durante el primer cuarto de la semifinal contra Estados Unidos, que Argentina perdió por 20 puntos. Sin la participación de Ginóbili, Argentina obtuvo la medalla de bronce al vencer a Lituania 87 a 75 y ascendió al primer lugar del ranking FIBA, siendo la primera vez en la historia que Estados Unidos era despojado de dicha posición.
En 2011, participó de la Selección de básquetbol de Argentina, siendo el escolta titular que ganó el Campeonato FIBA Américas de 2011, clasificando a los Juegos Olímpicos de Londres 2012 con un promedio de 15.8 puntos por partido. En los juegos olímpicos de Londres 2012, obtuvo el cuarto puesto tras caer frente a la selección de Rusia por 77 a 81 en el encuentro por el 3er. y 4.º puesto.
Luego de cuatro años regresó al combinado nacional para disputar su último torneo: los Juegos Olímpicos de Río de Janeiro 2016. En el mismo, el equipo quedó eliminado por Estados Unidos en cuartos de final finalizando así su ciclo en la Selección nacional. Su retiro fue emotivo, recibiendo la ovación de todo el estadio y el reconocimiento de los jugadores estadounidenses y hasta de la propia NBA, quien lo graficó como "una leyenda". A su vez, Mike Krzyzewski, seleccionador nacional de la selección de USA, declaró tras el partido:

"Un jugador del Salón de la Fama y un competidor del Salón de la Fama. Es un competidor tan feroz como ningún otro que me haya enfrentado en mi carrera como entrenador internacional. Nunca ha habido alguien completamente como él. No ocupa una posición, sino que puede jugar en todas y con el corazón y la entrega que ha demostrado, nadie puede representar a su país mejor que Manu Ginóbili. Fue un honor competir contra él. Todo nuestro grupo tiene el máximo respeto hacia él".

## Características de juego
Gran definidor cerca de canasta, gracias a su sensacional manejo del balón, capacidad atlética y toque. Con los años en la NBA mejoró su tiro de 3 puntos para convertirlo en un arma más en su juego y fue por mucho tiempo el jugador más buscado de su equipo a la hora de la última jugada. No obstante el factor fundamental que diferencia a Ginóbili es la velocidad del primer paso hacia canasta y también la naturalidad para improvisar jugadas. Por otra parte, ha demostrado ser un excelente pasador, y es capaz de llevar la dirección del juego en muchos momentos. Tiene una creatividad en sus pases pocas veces vista. Es capaz de crearse su propio tiro y provocar frecuentemente faltas, aprovechando después su buen porcentaje de tiros libres.
Ginóbili popularizó la jugada denominada "Euro Step" (en la que el atacante da un paso en una dirección y luego rápidamente da un segundo paso en otra dirección, esquivando a sus oponentes) en la NBA, siendo la misma elegida en una votación virtual organizada por NBA TV como la "mejor jugada ofensiva de la historia", por encima del "reverse" de Kyrie Irving o el "Fade Away" de Michael Jordan, entre otras.
Buen jugador defensivo, que si bien ya no tiene la agilidad de años anteriores y puede sufrir contra jugadores más atléticos, compensa eso con fundamentos perfectos. Su mayor ventaja en este aspecto es la velocidad y capacidad de anticipación, lo que lo coloca como un gran recuperador de balones. También tiene especial capacidad para sacar faltas ofensivas.
Sin embargo y más allá de sus dotes técnicos y su capacidad de desequilibrio individual de los que abusó en sus primeros años, Ginóbili es altamente catalogado a través de su carrera por sus aptitudes mentales como un gran "jugador de equipo" al que no le importaba sumar menos números individuales en pos de un mejor rendimiento colectivo, un jugador "Clutch" (decisivo en momentos límite de un partido) de gran espíritu competitivo y un ganador nato.
Ginóbili pasó la mayor parte de su carrera en la NBA jugando como sexto hombre, según su eterno entrenador Gregg Popovich, "Porque Manu juega tan fuerte que no puede hacerlo 10 minutos seguidos, tengo que dosificarlo en lapsos de 6 o 7 minutos".

## Estadísticas de su carrera en la NBA
|  | Denota temporada en la que ganó la NBA |
|  | Líder de la liga                       |

### Temporada regular
| Año      | Equipo      | PJ    | PT  | MPP  | %TC  | %3P  | %TL  | RPP | APP | ROB | TPP | PPP  |
| -------- | ----------- | ----- | --- | ---- | ---- | ---- | ---- | --- | --- | --- | --- | ---- |
| 2002-03  | San Antonio | 69    | 5   | 20.7 | .438 | .345 | .737 | 2.3 | 2.0 | 1.4 | .2  | 7.6  |
| 2003-04  | San Antonio | 77    | 38  | 29.4 | .418 | .359 | .802 | 4.5 | 3.8 | 1.8 | .2  | 12.8 |
| 2004-05  | San Antonio | 74    | 74  | 29.6 | .471 | .376 | .803 | 4.4 | 3.9 | 1.6 | .4  | 16.0 |
| 2005-06  | San Antonio | 65    | 56  | 27.9 | .462 | .382 | .778 | 3.5 | 3.6 | 1.6 | .4  | 15.1 |
| 2006-07  | San Antonio | 75    | 36  | 27.5 | .464 | .396 | .860 | 4.4 | 3.5 | 1.5 | .4  | 16.5 |
| 2007-08  | San Antonio | 74    | 23  | 31.0 | .460 | .401 | .860 | 4.8 | 4.5 | 1.5 | .4  | 19.5 |
| 2008-09  | San Antonio | 44    | 7   | 26.8 | .454 | .330 | .884 | 4.5 | 3.6 | 1.5 | .4  | 15.5 |
| 2009-10  | San Antonio | 75    | 21  | 28.7 | .441 | .377 | .870 | 3.8 | 4.9 | 1.4 | .3  | 16.5 |
| 2010-11  | San Antonio | 80    | 79  | 30.3 | .433 | .349 | .871 | 3.7 | 4.9 | 1.5 | .4  | 17.4 |
| 2011-12  | San Antonio | 34    | 7   | 23.3 | .526 | .413 | .871 | 3.4 | 4.4 | .7  | .4  | 12.9 |
| 2012-13  | San Antonio | 60    | 0   | 23.2 | .425 | .353 | .796 | 3.4 | 4.6 | 1.3 | .2  | 11.8 |
| 2013-14  | San Antonio | 68    | 3   | 22.8 | .469 | .349 | .851 | 3.0 | 4.3 | 1.0 | .3  | 12.3 |
| 2014-15  | San Antonio | 70    | 0   | 22.7 | .426 | .345 | .721 | 3.0 | 4.2 | 1.0 | .3  | 10.5 |
| 2015-16  | San Antonio | 58    | 0   | 19.6 | .453 | .391 | .813 | 2.5 | 3.1 | 1.1 | .2  | 9.6  |
| 2016-17  | San Antonio | 69    | 0   | 18.7 | .390 | .390 | .800 | 2.3 | 2.7 | 1.2 | .2  | 7.5  |
| 2017-18  | San Antonio | 65    | 0   | 20.0 | .434 | .333 | .840 | 2.2 | 2.5 | .7  | .2  | 8.9  |
| Total    | Total       | 1.057 | 349 | 25.4 | .447 | .369 | .827 | 3.5 | 3.8 | 1.3 | .3  | 13.3 |
| All-Star | All-Star    | 2     | 0   | 21.0 | .385 | .000 | .833 | 3.0 | 3.0 | 2.0 | .5  | 7.5  |

### Playoffs
| Año   | Equipo      | PJ  | PT | MPP  | %TC  | %3P  | %TL  | RPP | APP | ROB | TPP | PPP  |
| ----- | ----------- | --- | -- | ---- | ---- | ---- | ---- | --- | --- | --- | --- | ---- |
| 2003  | San Antonio | 24  | 0  | 27.5 | .386 | .384 | .757 | 3.8 | 2.9 | 1.7 | .4  | 9.4  |
| 2004  | San Antonio | 10  | 0  | 28.0 | .447 | .286 | .818 | 5.3 | 3.1 | 1.7 | .1  | 13.0 |
| 2005  | San Antonio | 23  | 15 | 33.6 | .507 | .438 | .795 | 5.8 | 4.2 | 1.2 | .3  | 20.8 |
| 2006  | San Antonio | 13  | 11 | 32.8 | .484 | .333 | .839 | 4.5 | 3.0 | 1.5 | .5  | 18.4 |
| 2007  | San Antonio | 20  | 0  | 30.1 | .401 | .384 | .836 | 5.5 | 3.7 | 1.7 | .2  | 16.7 |
| 2008  | San Antonio | 17  | 6  | 32.9 | .422 | .373 | .896 | 3.8 | 3.9 | .6  | .3  | 17.8 |
| 2010  | San Antonio | 10  | 10 | 35.2 | .414 | .333 | .866 | 3.7 | 6.0 | 2.6 | .2  | 19.4 |
| 2011  | San Antonio | 5   | 5  | 34.8 | .443 | .321 | .780 | 4.0 | 4.2 | 2.6 | .6  | 20.6 |
| 2012  | San Antonio | 14  | 2  | 27.9 | .448 | .338 | .857 | 3.5 | 4.0 | .7  | .3  | 14.4 |
| 2013  | San Antonio | 21  | 3  | 26.7 | .399 | .302 | .738 | 3.7 | 5.0 | 1.1 | .3  | 11.5 |
| 2014  | San Antonio | 23  | 0  | 25.5 | .439 | .390 | .862 | 3.3 | 4.1 | 1.6 | .1  | 14.3 |
| 2015  | San Antonio | 7   | 0  | 18.7 | .349 | .364 | .783 | 3.4 | 4.6 | .6  | .9  | 8.0  |
| 2016  | San Antonio | 10  | 0  | 19.2 | .426 | .429 | .783 | 2.7 | 2.5 | .8  | .3  | 6.7  |
| 2017  | San Antonio | 16  | 1  | 17.8 | .412 | .225 | .739 | 2.4 | 2.4 | 1.0 | .1  | 6.6  |
| 2018  | San Antonio | 5   | 0  | 21.4 | .405 | .333 | .818 | 3.0 | 3.2 | 1.4 | .2  | 9.0  |
| Total | Total       | 218 | 53 | 27.9 | .433 | .358 | .817 | 4.0 | 3.8 | 1.3 | .3  | 14.0 |

## Vida personal
Manu proviene de una familia de jugadores de básquetbol. Su hermano mayor, Leandro Ginóbili, se retiró en 2003 después de doce temporadas como profesional, mientras que su hermano Sebastián Ginóbili ha jugado tanto en la LNB de Argentina como en la LEB de España. Su padre, Jorge, era entrenador en el club Bahiense del Norte, donde Ginóbili aprendió a jugar. Dada la proliferación de los clubes de básquetbol en Bahía Blanca y su idolatría por Michael Jordan, la pasión de Ginóbili por el básquetbol creció rápidamente.
Como resultado de sus viajes, además del español, puede hablar con fluidez italiano e inglés. En su tiempo libre, Ginóbili disfruta de escuchar música latina, ver películas y viajar. También practica tenis y ciclismo. En 2004, se casó con Marianela Oroño apodada Many. El 16 de mayo de 2010, su esposa dio a luz a mellizos, Dante y Nicola. El 21 de abril de 2014, nació su tercer hijo, Luca.

## Logros y reconocimientos

### Clubes
- Liga italiana: 2001
- Copa de Italia: 2001, 2002
- Euroliga: 2001
- Campeonatos de la NBA: 2003, 2005, 2007, 2014
- Subcampeonato de la NBA: 2013

### Selección nacional
- Medalla de Bronce en el Campeonato FIBA Américas de 1999
- Medalla de Oro en el Campeonato FIBA Américas de 2001
- Medalla de Plata en el Mundial 2002
- Medalla de Plata en el Campeonato FIBA Américas de 2003
- Medalla de Bronce en el FIBA Diamond Ball 2004.
- Medalla de Oro en los Juegos Olímpicos de Atenas 2004
- Medallas de Oro en el FIBA Diamond Ball 2008.
- Medalla de Bronce en los Juegos Olímpicos de Pekín 2008
- Medalla de Oro en el Campeonato FIBA Américas de 2011

### Premios individuales
- Revelación de la LNB: 1995/96
- Jugador de Mayor Progreso de la LNB: 1997/98
- All-Star de la liga italiana: 1999, 2000, 2001
- Jugador Más Mejorado de la liga italiana: 2000, 2001, 2002
- MVP de las Finales de la Euroliga: 2001
- MVP del Campeonato FIBA Américas (2001)
- MVP de la Copa de Italia: 2002
- Segundo mejor quinteto de rookies de la NBA: 2003
- All-Star de la NBA: 2005, 2011
- Mejor quinteto del Mundial: 2002, 2006
- Mejor quinteto de los Juegos Olímpicos: 2004
- MVP de los Juegos Olímpicos: 2004
- Olimpia de oro: 2003 y 2004 (compartido con Carlos Tévez)
- 50 mayores colaboradores de la Euroliga: 2008
- Mejor Sexto Hombre de la NBA: 2008
- Tercer mejor quinteto de la NBA: 2008 y 2011
- Premio Konex de Brillante al mejor deportista de la década en Argentina: 2010

### Votaciones para elAll-Star Game de la NBA
| Año del All Star | Número de Votos | Elegido | Equipo            |
| ---------------- | --------------- | ------- | ----------------- |
| 2003             | Desconocido     | No      | San Antonio Spurs |
| 2004             | 538.522         | No      | San Antonio Spurs |
| 2005             | 568.361         | Sí      | San Antonio Spurs |
| 2006             | 900.935         | No      | San Antonio Spurs |
| 2007             | 541.341         | No      | San Antonio Spurs |
| 2008             | 541.148         | No      | San Antonio Spurs |
| 2009             | 1.642.350       | No      | San Antonio Spurs |
| 2010             | 465.211         | No      | San Antonio Spurs |
| 2011             | 748.840         | Sí      | San Antonio Spurs |
| 2012             | 111.273         | No      | San Antonio Spurs |
| 2013             | 118.293         | No      | San Antonio Spurs |
| 2014             | Desconocido     | No      | San Antonio Spurs |
| 2015             | Desconocido     | No      | San Antonio Spurs |
| 2016             | 226.289         | No      | San Antonio Spurs |
| 2017             | 214.670         | No      | San Antonio Spurs |
| 2018             | 1.808.860       | No      | San Antonio Spurs |